# Dasachtigen
De dasachtigen (Melinae) vormen een onderfamilie van roofdieren uit de familie van de marterachtigen (Mustelidae). De onderfamilie bestaat uit zeven nog levende soorten, verdeeld over twee geslachten en omvat onder andere de das en de varkensdas. Niet alle soorten dassen vallen onder deze onderfamilie, andere vallen onder de onderfamilies van zonnedassen (Helictidinae), zilverdassen (Taxidiinae) en honingdassen (Mellivorinae). De dassen uit de onderfamilie Melinae komen voor in Eurazië.

## Indeling
- Onderfamilie Melinae (Dasachtigen)
  - Geslacht Arctonyx
    - Noordelijke varkensdas (Arctonyx albogularis)
    - Varkensdas of zwijnsdas (Arctonyx collaris)
    - Sumatraanse varkensdas (Arctonyx hoevenii)

  - Geslacht Meles
    - Japanse das (Meles anakuma)
    - Meles canescens
    - Aziatische das (Meles leucura)
    - Das of Europese das (Meles meles)

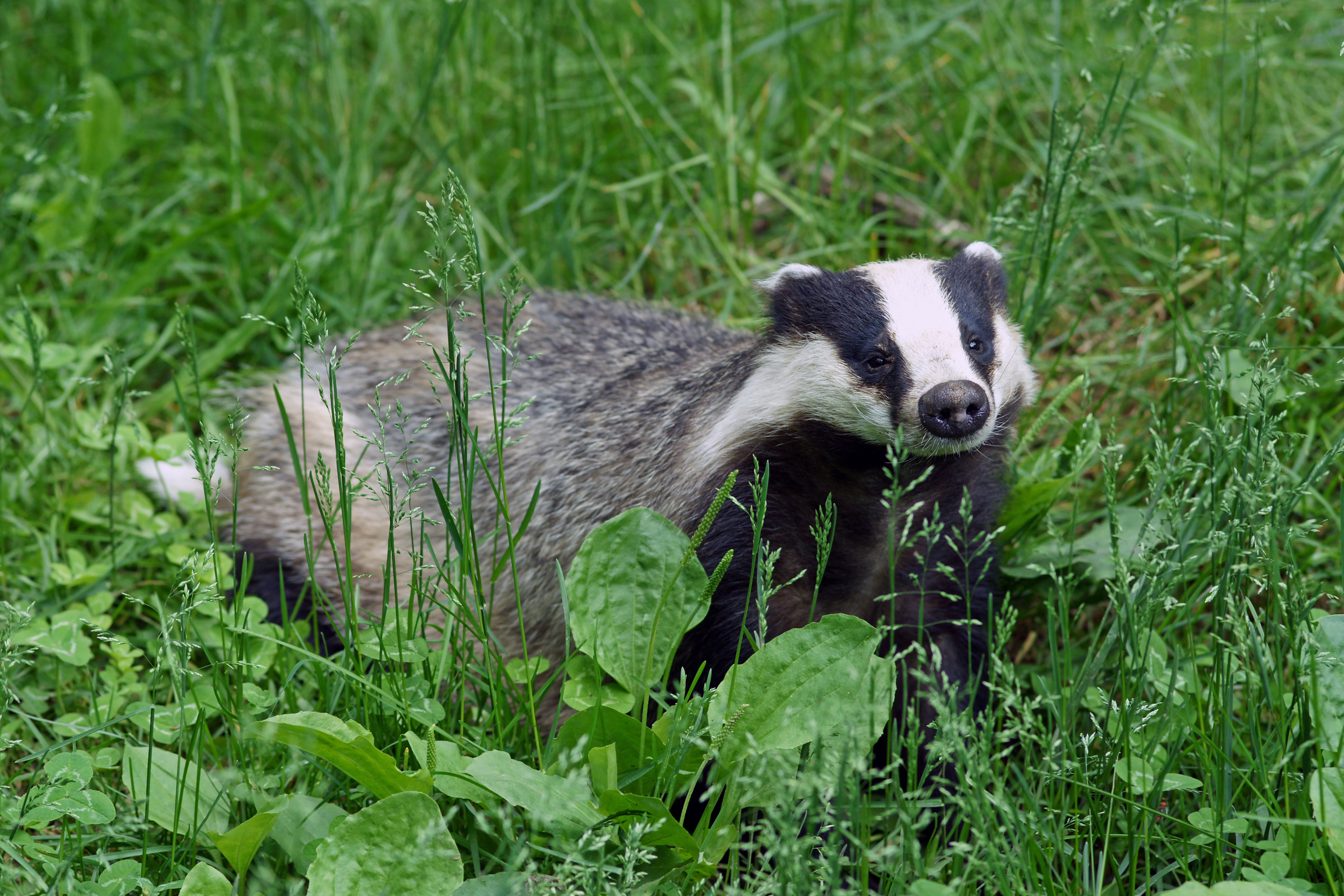
Das (Meles meles)
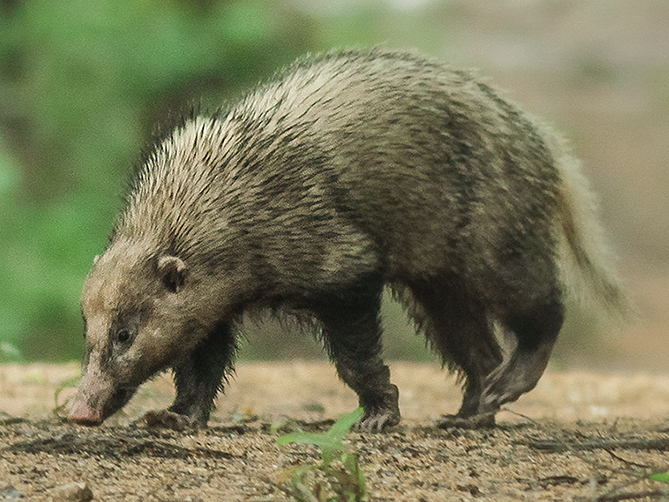
Varkensdas (Arctonyx collaris)
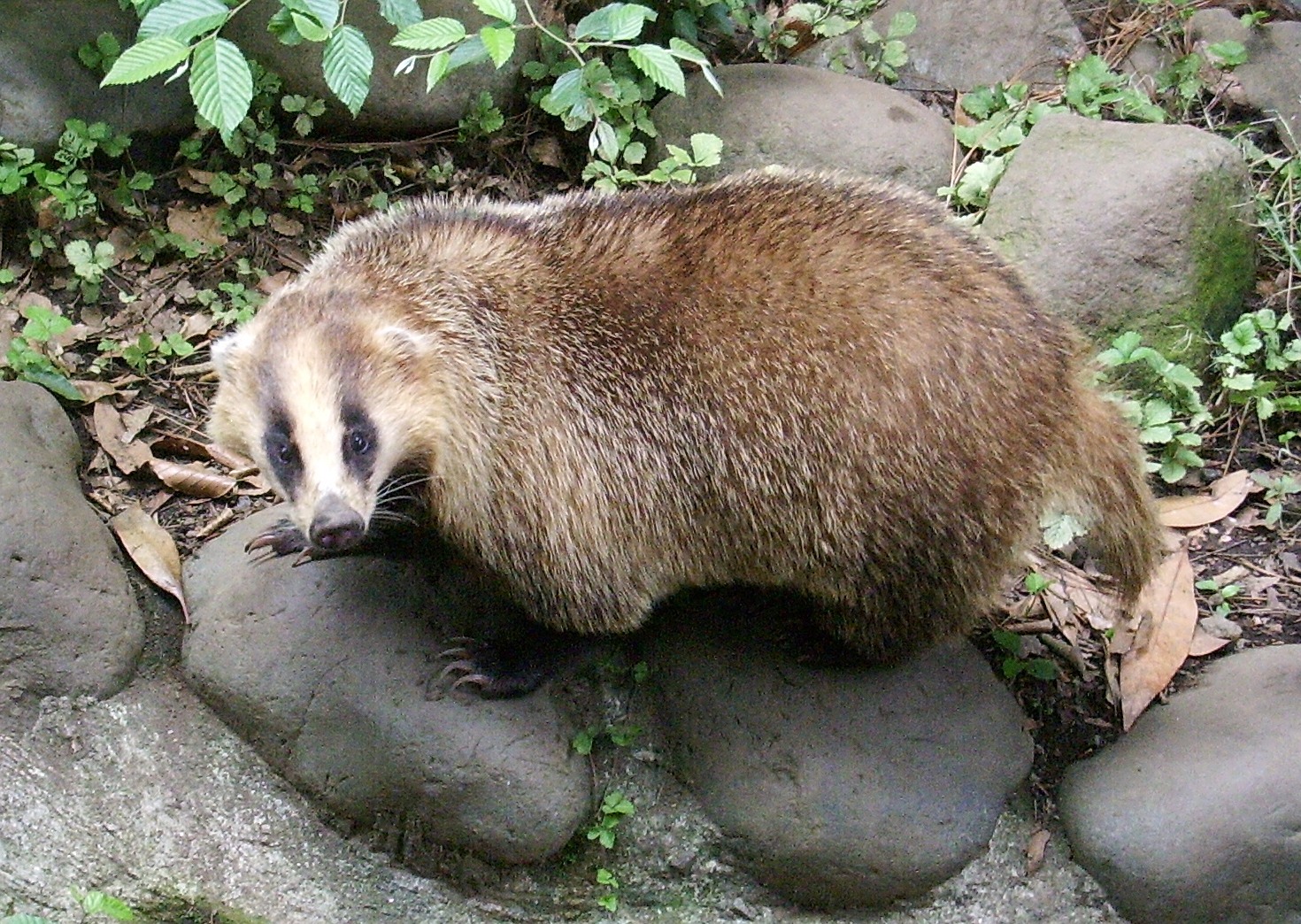
Japanse das (Meles anakuma)